# Новоселье (картина Петрова-Водкина)
«Новоселье» (другое название — «Рабочий Петроград») — картина российского и советского художника Кузьмы Петрова-Водкина. Создана в 1937 году. Последняя крупная работа художника. Хранится в Третьяковской галерее в Москве.
Сюжет картины, персонажи и художественные образы сложны и неоднозначны. Картина получила широкую известность и вызывает интерес искусствоведов, историков, культурологов.

## История создания картины и её судьба

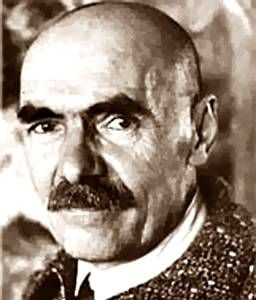
Петров-Водкин в 1930-е годы. Фотография

Картина К. С. Петрова-Водкина «Новоселье» («Рабочий Петроград») создана в 1937 году по заказу выставки «Индустрия социализма». Начало работы над ней, согласно Н. Л. Адаскиной, относится к 1935 году. Встречаются, тем не менее, утверждения, что начало работы относится к 1922 году. Петров-Водкин был в 1937 году (время активной работы над полотном) тяжело болен туберкулёзом. Художник писал эту картину в Ленинграде, куда он был вынужден переехать вместе с семьёй из Детского Села, а экологическая и психологическая обстановка в городе усугубила его болезнь. Н. Г. Завалишина вспоминала живописца в эти годы как «сердитого и нелюдимого» человека: «Я разглядела огромную перемену в его пожелтевшем, осунувшемся лице. Колючие глаза как-то потускнели. Он постоянно кашлял, особенно, когда, сердясь, начинал говорить громче. Тяжелы были и его нападки на всех знакомых».
Основой сюжета должно было стать выселение из квартиры состоятельной семьи, которая не принимает советскую власть. Петров-Водкин так описывает персонажей: «Они производят жуткое впечатление, — сын — это будущий налётчик, мать — вспылившая барыня, а дочь точно говорит стоящему рядом юноше: „Подожди, может быть, я с тобой встречусь!“ Это относится к юноше — комсомольцу двадцатых годов: у него потрепанный портфельчик, он предлагает квитанцию о выселении».
Художник признавался, что не смог написать картину на данный сюжет. «Я не могу написать мерзавца — не потому, что я не сумел бы, но чёрт его знает — каждый мерзавец может быть хорошим! Словом, я почувствовал, что отрицательных явлений я передать не могу, не могу этого вставить, а значит, не могу искренне и радостно продолжать мою работу… И тут приходят мои близкие и видят, что я забеременел, так сказать, не тем! Жутко! Что я устроил из этих четырёх фигур? Сейчас я вам объясню. Я сделал из этого всего „Новоселье“! Те — чужие — уже выселены. Я сжульничал!» При этом обстановка комнаты, изображённая на первоначальном эскизе, осталась практически без изменений: шкаф, картины на стенах, два окна и зеркало, печка с длинной трубой, кресло, стулья и табуретки. Комнату, однако, заполняют не представители старого общества, а новые хозяева — представители рабочего класса. Об этой новой версии замысла ещё на стадии её осуществления Петров-Водкин писал:

«Общую тему „Новоселья“ можно сформулировать так: ленинградский пролетариат в момент перехода к мирному строительству. Раскрытию этой темы служат и фигура комиссара в полувоенном костюме, разговаривающего со стариком крестьянином отцом хозяина квартиры, и фигуры бойцов, вернувшихся с фронта, но ещё не успевших залечить свои раны, и женщины, и дети — граждане нового общества»— К. Петров-Водкин. Работать хорошо и радостно
Техника исполнения  картины — масляная живопись по холсту. Размер полотна составляет 204 на 297 см. Картина входит в коллекцию Третьяковской галереи. Сохранились пятнадцать листов с карандашными рисунками, этюдами и эскизами к картине, которые нанесены, как правило, с обеих сторон, значительная часть которых входит в собрание Российского государственного архива литературы и искусства (шифр фонда. 2010, оп. 1, ед. хр. 92, номер фонда — 2010, раздел систематизации описи — 1, рисунки, этюды, эскизы, номер единицы хранения — 92. Заголовок: «„Новоселье“. Наброски к картине»).

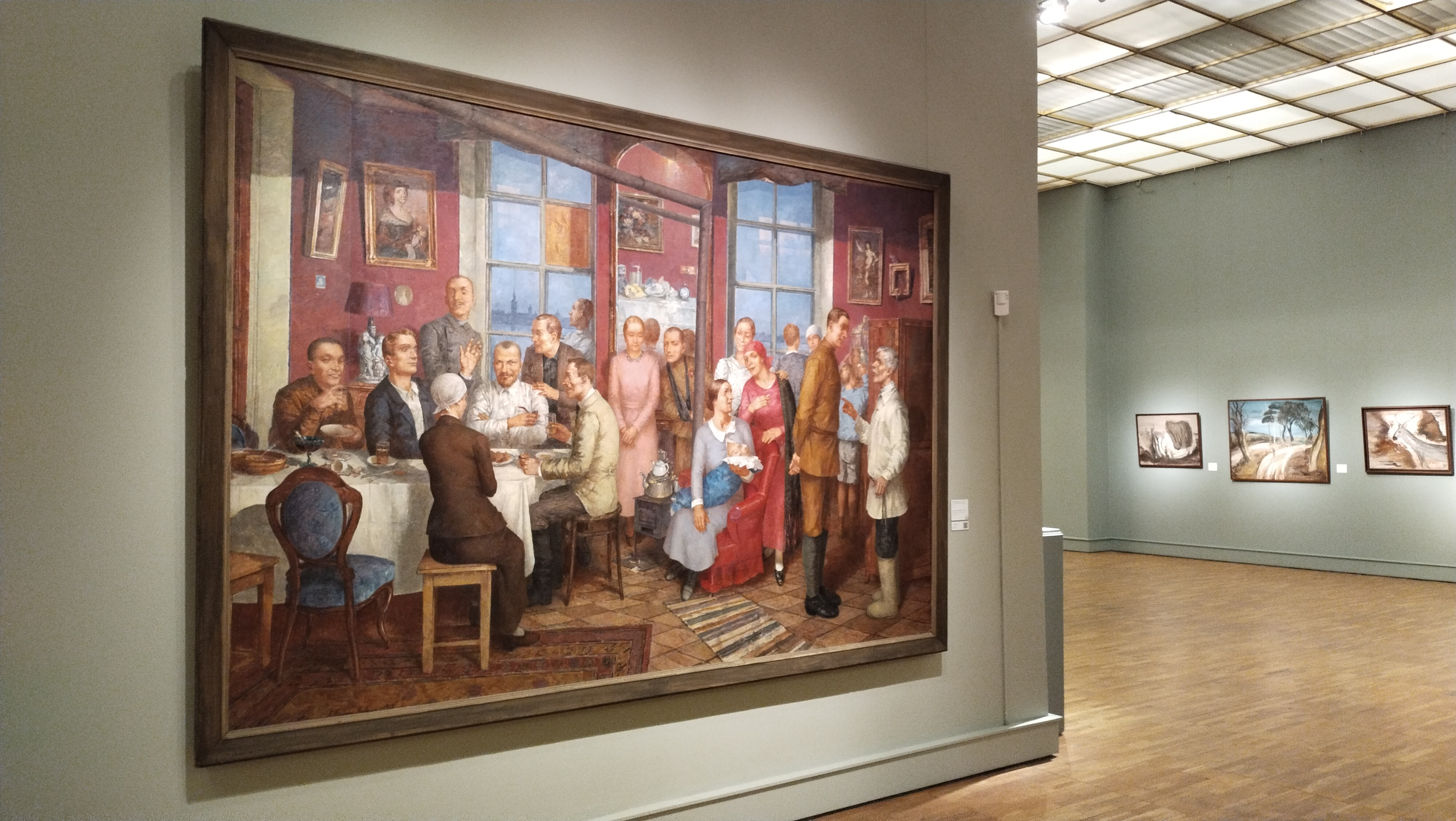
Картина Кузьмы Петрова-Водкина «Новоселье» в экспозиции Новой Третьяковки, 2023

Картина стала последней крупной работой Кузьмы Петрова-Водкина. Современники не оценили её по достоинству. Жюри выставочного комитета «Индустрии социализма» в 1939 году отказалось экспонировать это полотно. Дочь художника рассказывала, что комиссия трижды отклоняла картину. Мнения современников о картине разделились. Советский художник и иллюстратор детской книги В. И. Курдов писал, что эта картина поразила его «водкинской красотой живописи и революционным пафосом», а отказ принять картину на выставку оказался для К. С. Петрова-Водкина неожиданным и тяжёлым ударом, «как и то, что его давний друг Игорь Эммануилович Грабарь, будучи в жюри, не отстаивал работу в должной мере…». Искусствовед Татьяна Христофорова предполагает, что причиной отказа принять заказанную картину на выставку послужила неоднозначность трактовки сюжета автором картины.
Автор передал картину в запасник Третьяковской галереи, где она была снята с подрамника и пролежала до персональной выставки художника, которая состоялась в Москве в Центральном доме литераторов в 1965 году. К этому времени в глазах зрителей и критиков картина потеряла свой противоречивый пафос, понятный человеку, жившему в 1930-е годы. Она стала восприниматься как живописное повествование об исторических событиях времён окончания гражданской войны. Немецкий искусствовед К.-Х. Кун писал о полотне: «Соблазн осветить тему с помощью простого иллюстрирования — виденный десятки раз и сильно наскучивший — полностью отсутствует. Здесь я увидел эту тему рассказанной посредством живописи, формы и цвета, посредством искусства».

## Петров-Водкин о сюжете и персонажах картины
Дочь художника Елена Петрова-Водкина в своих воспоминаниях об отце «Прикосновение к душе» приводит стенограмму выступления Петрова-Водкина в Ленинградском отделении Союза советских художников с творческим самоотчётом 29 марта 1938 года. Большой фрагмент выступления художника посвящён характеристике персонажей картины «Новоселье»:

«1922 год. Фронты победили, и люди стягивались сюда. Может быть, из Владивостока они пришли к себе и чувствуют, что это — временный отдых. И вот, наши трудящиеся отдохнули, судя по виду, на столе. Никто с квартиры их не гонит. Но забота есть — надо строить, электричество чуть-чуть горит, угля нет. И вот, мне хотелось сказать в этой картине: вот те, кто уничтожат разруху и создадут всё то, что надлежит в социалистической действительности. Я сказал, что хозяин в белой рубашке за столом с трубкой, его жена с ребёнком в кресле, затем старик — очевидно, её отец, который, конечно, приехал из деревни, из колхоза, то есть мне хотелось сказать, в зародыше была мысль и о колхозе. Человек, сидящий за столом, рассказывает: пять лет он отсутствовал и т. д. Все ахают и радуются. Дальше типаж как бы бывшей земской школьной учительницы. Там с фронта раненый, который рассказывает девушке что-то, они невольно влюбляются, а дальше — семья. Тут — стык молодого на фронтах и старика, который прошёл всю жизнь и знает, где раки зимуют и почему было несчастье на русской земле. Кругом светлая белая ночь, примерно десять с половиной часов вечера, и поэтому такое освещение. Ошибся я или нет — не знаю. Кто строил, тот видел, что усложняется характеристика вещей. Возникает иконка-рамочка, где забыли вербочку, рядом висит какая-то классическая картина или копия. Между военным и стариком клетка с попугаем — некуда было её везти. Мальчик — юный естественник — кормит попугая сахаром, который страшно дорог. Таким образом, начинает развиваться анекдот, рассказ для того, чтобы была возможность продолжить событие, которое здесь произошло»— Е. Петрова-Водкина. Прикосновение к душе

## Интерпретации сюжета картины современными искусствоведами
На полотне изображены представители пролетариата, которые находятся в интерьере богатого особняка с видом из окна на Петропавловскую крепость. В 1936 году К. С. Петров-Водкин сам описывал сюжет ещё только задуманной картины:

«В этой картине я стремлюсь передать великий исторический момент, когда наша страна, победив на фронтах гражданской войны, стала переходить к мирному строительству. Время действия — 1922 г. Весна. Рабочая семья получила новую квартиру в центре города. Прежний хозяин её — фабрикант или банкир, очевидно, сбежал за границу. В большой комнате с окнами на Неву собралось человек 20 — хозяева и их гости, простые, хорошие люди. В самом их подборе, в выражениях лиц, в одежде, в движениях я показываю и следы оставшейся позади гражданской войны, и начало новой социалистической стройки»— К. Петров-Водкин. Работать хорошо и радостно

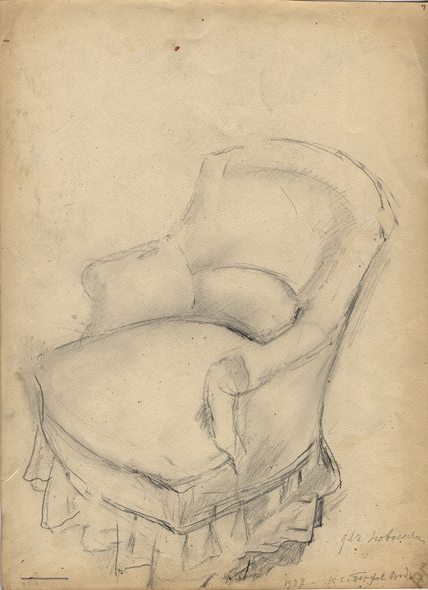
Кузьма Петров-Водкин. Кресло. Этюд (набросок) к картине «Новоселье», 1937

Известно, что процесс переселения в новое благоустроенное жилище в это время был противоречив. По сообщениям жилищных инспекторов, рабочие иногда покидали новое благоустроенное жильё, так как «ещё не привыкли жить с паровым отоплением и пользоваться общей кухней». Известно, что обычно квартира предоставлялась вместе с мебелью, конфискованной у прежних владельцев, как это изображено у Петрова-Водкина.
Картина, посвящённая проблеме выселения и заселения людей в 1920-е годы и содержащая революционный пафос, в период репрессий 1930-х годов могла трактоваться совершенно по-иному. Арестовывали и выселяли в то время и тех, кто ранее был заселён во дворцы и особняки. Картина К. С. Петрова-Водкина, формально соответствовавшая теме выставки, могла быть истолкована — если не самим художником, то посетителями выставки — в соотнесении с проводимыми репрессиями. Татьяна Христолюбова предполагает, что на картине «Новоселье» отражены не только политические и социальные мотивы переезда, но и личные размышления художника на эту тему.

### «Новоселье» как фюнеральный код, Тайная вечеря и Vanitas
Особую трактовку картины предложила доктор искусствоведения Н. В. Злыднева. Она противопоставляет левую часть полотна, которая представляет традиционную иконографию тризны, и правую, основанную на фольклорного типа повествовании о жизненном цикле от жениха / невесты к материнству, зрелости и старости. По её мнению, иконография «Новоселья» демонстрирует бренность существования, а композиция содержит в себе «фюнеральный код», на который якобы намекает «амбивалентная семантика названия, в ключе фольклорной традиции отсылающая к теме погребения». В народной традиции «Новоселье» эвфемистически означает похороны / поминки. В этом случае новоселье может рассматриваться как переход в загробный мир. Картине присуща семантика тризны: именно так, по мнению Н. В. Злыдневой, может быть прочитано застолье, изображённое на картине. Пустой стул и опрокинутый бокал являются отсылкой к евангельскому мотиву Тайной Вечери. Эти элементы композиции могут нести в себе ощущение скорой гибели. Вся композиция сцены застолья-тризны и центрально-осевая её конструкция восходят, по мнению искусствоведа, к традиции надгробия.

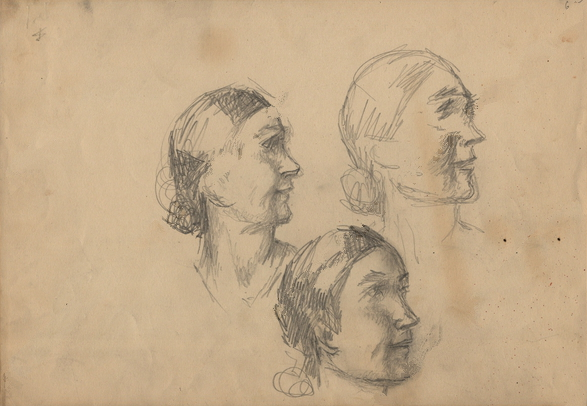
Кузьма Петров-Водкин. Женские головы. Этюды (набросок) к картине «Новоселье», 1937

По мнению Злыдневой, в картине присутствует противопоставление: старое / новое, близкое / далёкое, жизнь / смерть, там / тут, тогда / теперь (например, старинные картины в рамах противопоставляются «пролетарской» внешности персонажей, стул противопоставляется табуретке, интерьер празднующих новоселье противопоставляется пейзажу за окном, юноша / старик, жених / невеста, мать / ребёнок, венский стул / табуретка), всё это сводится к главному противопоставлению: старый («ветхий») мир против нового мира. Надстройка вторичной визуальной формы над первичной приводит зрителя, с точки зрения искусствоведа, в «семантический лабиринт». Зритель находится внутри события не как участник, а в качестве невидимого наблюдателя. Указанием на его присутствие служит зеркало, расположенное в центральной части композиции, оно играет традиционную в истории искусства роль, вводя в сцену незримого персонажа (так поступали, в частности, Диего Веласкес и Ян ван Эйк): в данном случае «персонажем» служит отражённый в зеркале натюрморт, его нет в «реальном» пространстве интерьера. Он, словно рассказ в рассказе, отсылает к быту прежних хозяев. По мнению Злыдневой, картина совмещает рациональность аналитической композиции и метафизическую программу. Иконография картины отсылает зрителя и к ещё одному жанру — vanitas (среди отражающихся в зеркале объектов типичные для жанра vanitas предметы — будильник, начатая еда). Часы создают образ движения времени в рамках фюнерального кода живописи.

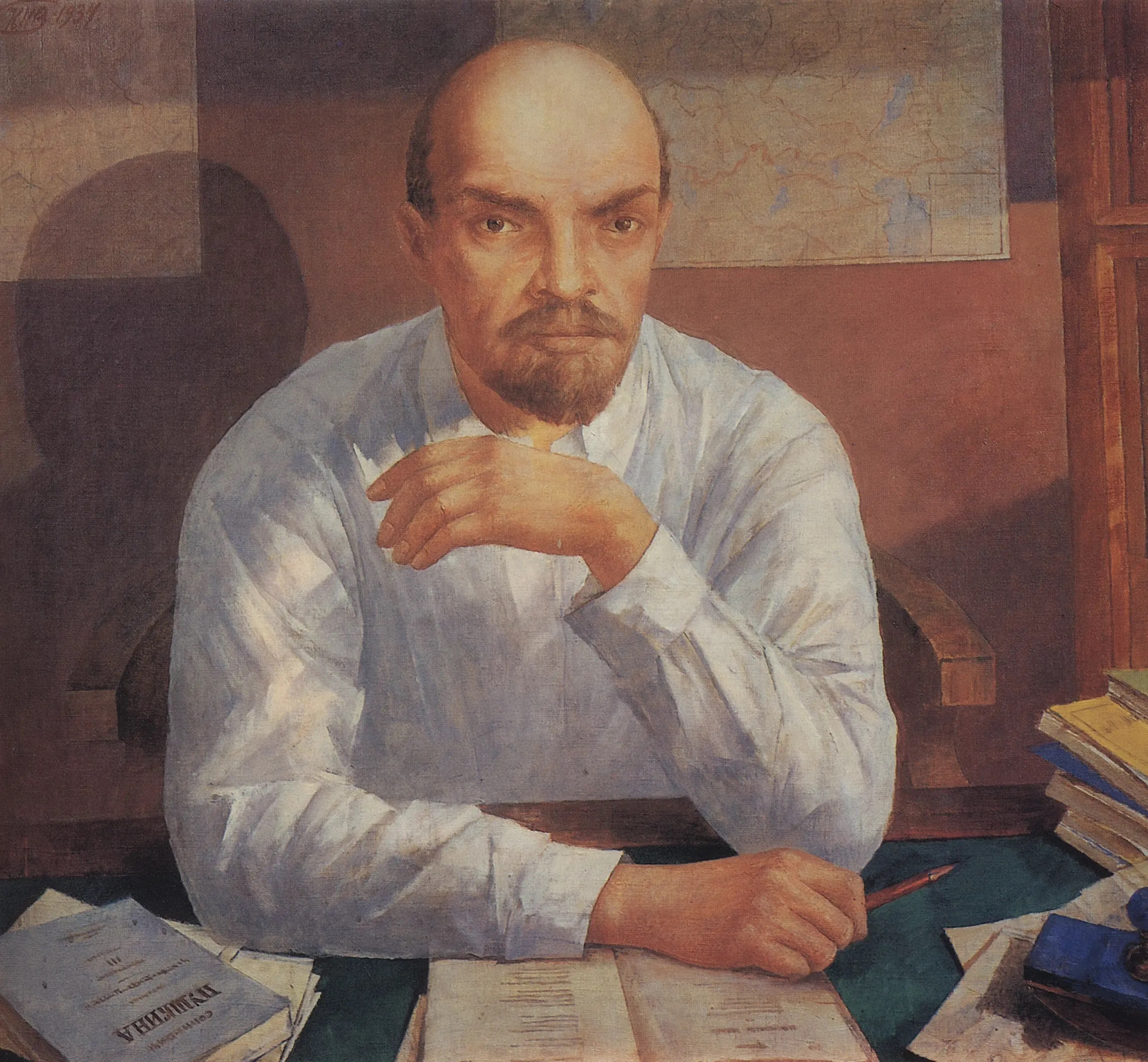
Кузьма Петров-Водкин. Портрет В. И. Ленина, 1934

Аналогию с Тайной вечерей в данном произведении К. С. Петрова-Водкина усматривает и преподаватель православной иконологии, художник В. С. Кутковой. По его мнению, в картине изображена «вечеря наоборот» — не тайная, а явная, Иуду в ней играет «обычная женщина (возможно, активистка, так как „активистом“ может быть воспринят и Иуда), а места апостолов занимают персонажи с лицами штатных иуд». Исследователь полагает, что «предводитель в белой рубашке» творит евхаристию, а табачная трубка в его руках является намёком на Сталина и выполняет функцию «антикадила». С образом Богородицы исследователь соотносит женщину, сидящую в кресле с младенцем на руках и кормящую его грудью. Рядом с ней Кутковой находит двух «антимироносиц» (одна из них держит в руке дымящуюся папиросу). Положительными героями, с его точки зрения, являются только девушка и юноша, стоящие в центре картины перед большим зеркалом, по мнению Куткового, у них ещё есть «возможность покаяния».
Максим Кантор в эссе о картине Петрова-Водкина обращает внимание на то, что в комнате разбито окно, выдрана картина (или фотография) из рамы, присутствуют стопка грязной посуды и часы, показывающие полночь. По мнению Кантора, это указывает на то, что апартаменты заняты временщиками. Человек в белой рубахе воспринимается им как объединение образов Ленина и Сталина и как новый хозяин. Несколько раньше «Новоселья», в 1934 году, Петров-Водкин написал портрет В. И. Ленина, на котором тот сидит в той же позе, что и персонаж этой картины. Сходство дополняет белая рубашка, одинаковые ракурс и выражение лица. Кантор считает, что так в «Новоселье» перенесён образ с портрета, дополненный усами и трубкой, которые были неотъемлемыми характерными чертами образа Сталина.
В правом углу комнаты висит киот без иконы и горящей лампады. Такая деталь говорит о том, что персонажи картины оторваны от традиции духовной жизни.

### «Новоселье» как выражение оптимистических настроений художника

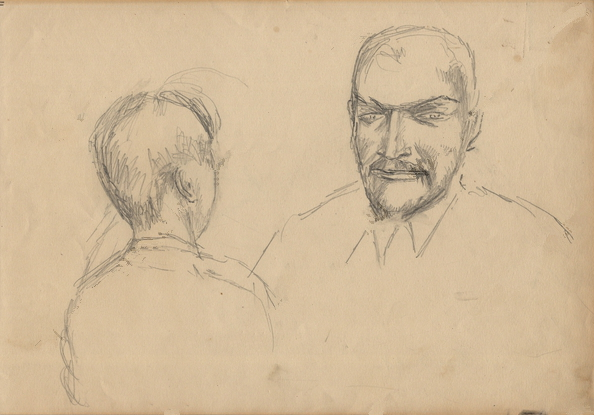
Кузьма Петров-Водкин. Мужские головы. Этюды к картине «Новоселье», 1937

Ряд исследователей, в частности искусствовед и музыкант Александр Майкапар, не согласны с подобными трактовками полотна. Майкапар считает, что полотно не является сатирой или карикатурой на новый социальный быт и новую идеологию. Подобные интерпретации, с его точки зрения, порождены современным представлением об эпохе художника, основаны на других этических принципах и нормах.
Христофорова настаивает, что, несмотря на отсутствие симпатии к большевикам, художник не дал негативную оценку своим персонажам, так как, по словам самого Петрова-Водкина, «имея внутри себя дурное, враждебное к „брату“, не может художник сотворить Искусство». Петров-Водкин сам любил курить, и даже болезнь лёгких не смогла заставить его полностью отказаться от вредной привычки. Персонажи других его картин тоже показаны курящими (например, Андрей Белый на полотне «Портрете писателей», красноармеец —на картине «После боя»). Курение среди женщин в то время воспринималось как признак эмансипации, поэтому не придавало отрицательной характеристики образу. Кормящая мать, изображённая на картине, помещена в весьма комфортные условия (мягкое кресло возле печки), что не даёт возможности соотносить её с образом Богородицы. По мнению Христофоровой, в картине важны два аспекта. Один аспект — контраст облика новых владельцев и изысканной обстановки: он наводит на мысль о том, что эти люди не понимают истинной цены окружающим их вещам. Возникает мотив разрушения, гибели целой культуры… Другой аспект — добрые, полные надежды лица персонажей, вносящие в картину оптимизм. Возникает уверенность, что герои построят новую культуру на месте прежней, словно варвары на руинах античной цивилизации.
Российский искусствовед Александр Боровский обращает внимание на отсутствие агрессии в подходе художника к трактовке темы. Тема «Новоселья» — внедрение новых людей в непривычные, созданные не ими, культурные пространства. Мир вещей старого владельца, по его мнению, изображённый с большим уважением как мир культуры, гармонично открыт (посредством системы окон, зеркал и отражений) новым хозяевам. Половик на паркете (как и другие предметно-пространственные реалии интерьера) внушает надежды на культурное развитие изображённых персонажей. Подобно другим критикам, Боровский усматривает в полотне библейские ассоциации, отсылающие к иконографии «Тайной вечери». Художник, по мнению искусствоведа, задаёт вопрос: будут ли учтены нравственные уроки прошлого или повторятся ошибки, допущенные прежними хозяевами? Петрову-Водкину хочется, чтобы новоселье было неким спасением, то есть культурно-нравственным бытием. При этом, в свете трагических событий 1930-х годов, он уже знает ответ на поставленный вопрос. Боровский считает, что всё-таки в картине содержится скрытое указание на замену новоселья (в его реальном и символическом планах) процессом постоянного подселения — новые жильцы будут приходить на смену выбывающим в небытие (репрессированным).

## Особенности художественного мира картины
Культуролог Анна Генина в своей статье обращает внимание на изменение палитры художника в картине: вместо ярких и насыщенных красной, зелёной, голубой красок, характерных в целом для его творчества, — мрачные коричневые и тёмно-красные тона. Изменились персонажи — на смену романтическим мадоннам, всадникам и комиссарам пришли страшные безглазые люди, подозрительно косящиеся друг на друга. Картина наполнена символами, намёками, загадками, среди которых дети у клетки, загадочный человек с трубкой, печка-буржуйка посреди комнаты.
Искусствоведы отмечают, что картина воспринимается как сцена из спектакля или даже как кинематографическая раскадровка. Полотно Петрова-Водкина является документальным свидетельством стиля жизни и манеры поведения человека той поры. Создаётся впечатление, что персонажи картины собираются сделать фотоснимок на память о важнейшем в их жизни событии — никто никого не загораживает перед воображаемым фотографом, которым предстаёт художник.
Александр Боровский подмечает, что сюжет не исполняет функции контроля, организации, управления повествованием в ситуации, само историческое действие предстаёт вне логики и последовательности причинно-следственных связей. Сюжет работает не на обобщающий вывод, а на перманентную трансляцию исторической тревоги. Искусствовед отмечает, что художник доступными художественными средствами намеренно создаёт атмосферу осторожности, растерянности, неуверенности.
Подобную характеристику даёт и другой российский искусствовед Н. Л. Адаскина. По её мнению, «картина безусловно оказалась ниже уровня таланта замечательного мастера». Она считает, что здесь у Петрова-Водкина возобладала простая фиксация окружающего, компоновка отдельных портретных этюдов в общую композицию по принципу развёрнутого рассказа. Художник предстаёт в этой картине как драматург, создавая персонажей — носителей жизненных историй, при этом пластическая целостность и выразительность образов приносится в жертву. Композиция картины собирает героев полотна в небольшие группы по драматургическому принципу, но не обеспечивает зрителю логики обзора. Это приводит к тому, что взгляд зрителя путается в персонажах сцены, изобилующей деталями интерьера. Предметы здесь играют также сюжетные роли и воспринимаются как социальные характеристики. Художник пытался объединить композицию живописным колоритом. Для этого он использует освещение, гамму малиновых и голубых тонов. Группы персонажей отмечены ритмикой своего расположения в пространстве картины.